# InterRail
Cet article concerne un titre de transport. Pour le film suédois, voir Inter Rail. Pour le film français, voir Interrail (film).
Le Pass InterRail est un titre de transport géré par la coentreprise Eurail BV, permettant la circulation en illimité sur les réseaux ferroviaires européens à partir du pays de résidence du détenteur. Il est valide sur une période de validité donnée, soit sur un pays choisi, soit sur l'ensemble des compagnies participant au programme.
Le titre Eupass est disponible pour tout le monde. A l'inverse, les personnes pouvant bénéficier du billet InterRail à tarification plus avantageuse sont celles qui vivent depuis au moins six mois dans un pays adhérant à la communauté Inter Rail, ou dans un des pays dont l'Algérie, Biélorussie, Chypre, Estonie, Islande, Lettonie, Lituanie, Malte, Moldavie, Russie, Tunisie et Ukraine.
Issue d'une initiative inter-Pays de 1959 temporaire, le titre est d'abord valide dans 13 pays. Puis devant le succès de l'opération, l'initiative est reconduite et progressivement étendu à toute l'Union Européenne et à des Pays frontaliers. Il est disponible quel que soit l'âge depuis 1998.
Si InterRail est souvent vu comme une opportunité pour voyager de manière écologique et à faible coût, il reste mal connu en Europe et parfois même les personnels de vente et de contrôle des différents pays n'en ont jamais entendu parler. Ayant d'abord été réservé aux jeunes, son image est encore parfois associée à mode de transport de routard, peu pratique et très long . Néanmoins après l'apparition d'un planificateur de trajet en ligne et l'apparition continue de nouveaux partenaires internationaux (Thalys, Eurostar par exemple), le nombre d'utilisateurs augmente chaque année.
En juin 2018, la Commission européenne a lancé le programme DiscoverEu sur proposition du Parlement européen. Chaque année, lors de deux sessions, les jeunes Européens dans l’année de leurs 18 ans peuvent candidater pour gagner un pass Interrail.

## Fonctionnement
Le titre s'achète en ligne ou dans certains points de vente nationaux. Il existe une tarification jeune, séniors et la possibilité de voyager en première ou seconde classe.
Tous les trains sans réservation des compagnies partenaires sont directement disponibles une fois le titre activé, sans démarche supplémentaire. Il est toutefois conseillé de prévoir son trajet bien à l'avance sur le planificateur de trajet.

### Réservations
Pour de nombreuses lignes, la possession du titre InterRail ne dispense pas de réservation et implique des frais. Les places destinées aux réservations de voyageurs munis du titre sont limitées par un quota, il leur faut alors parfois réserver sa place de transport bien à l’avance[source secondaire souhaitée].

### Passes nationaux (One Country-Pass)
Le titre InterRail One Country Pass permet de circuler dans un seul des pays participants (sauf le passe Benelux, comportant la Belgique, les Pays-Bas et le Luxembourg). Il est disponible pour une durée de 3, 4, 5, 6 ou 8 jours à choisir sur une période d'un mois. Le prix du billet varie en fonction du pays de validité et de la classe choisie. Ce titre remplace l'ancienne formule Euro-domino.

### Réductions
Dans la plupart des pays participants, des réductions sont aussi proposées pour des compagnies privées (trains, ferries), des services complémentaires d'autocars ou pour des offres de loisirs (musées par exemple). Il y a aussi des offre d'hébergements[source secondaire souhaitée].

## Historique
La carte Inter-Rail avait été instituée du 1er mars au 30 novembre 1972 pour célébrer les cinquante ans de l'Union Internationale des Chemins de fer (U.I.C. basée à Paris). Devant le succès remporté par cette initiative - 100 000 voyageurs l'ont utilisée -, il a été décidé de renouveler l'expérience en 1973.
- 1972 : le programme a commencé, réservé aux voyageurs de moins de 22 ans. Il couvrait alors 18 pays : Autriche, Belgique, Danemark, Espagne, Finlande, France, Grèce, Irlande, Italie, Luxembourg, Norvège, Pays-Bas, Portugal, RFA, Suède, Suisse, Royaume-Uni et Yougoslavie.

- 1976 : l'âge limite a été repoussé à 22 ans révolus puis à 25 ans révolus en 1979.

- 1982 : le critère des 6 mois de résidence a été introduit.

- 1985 : certains services de ferry ont été inclus (entre l'Italie et la Grèce).

- 1991 : la fin du bloc de l'est a permis l'extension de la communauté Inter-Rail. Mais, très rapidement, la guerre en Europe centrale bloque de nombreuses relations dans les Balkans.

- 1994 : 29 des 30 États actuels (sauf la Bosnie-Herzégovine en guerre) sont inclus. Pour réduire les tarifs et permettre à plus de monde d'en profiter, sept zones ont été créées.

- 1998 : le Passe Inter-Rail est devenu accessible à tous quel que soit son âge (avec des tarifs différenciés pour les moins de 26 ans et les 26 ans et plus). On est passé à 8 zones.

- 2005 : Après la fin de la guerre en Europe centrale, la Bosnie-Herzégovine a rejoint le programme

- 2007 : À partir du 1er avril : Inter-Rail remplace Eurodomino. Le fonctionnement par zones est définitivement arrêté. Le Maroc quitte le système. Le choix de la première classe est introduit.
- 2018 : création du programme DiscoverEU par la Commission européenne.